# タコの山

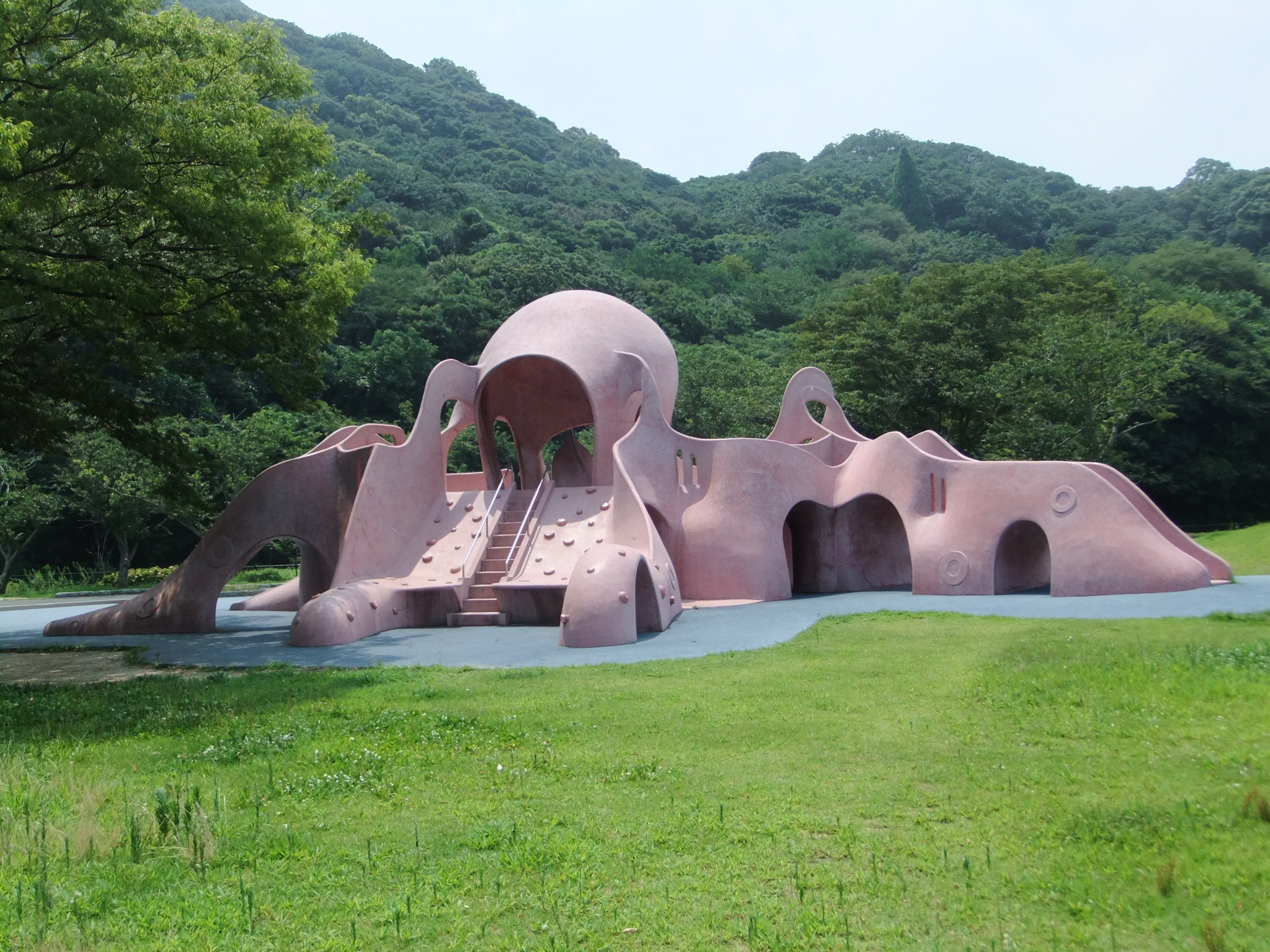
和布刈公園（福岡県北九州市門司区和布刈地区に所在）の「タコの山」

タコの山（タコのやま）とは、滑り台を主としながら迷路や秘密基地のような構造を併せ持つ、コンクリート製・人造石研ぎ出し仕上げの屋外公園遊具で、造形上、タコ（蛸）の姿を模していることからその名で呼ばれている。「タコ山」「タコの滑り台」「タコさんすべり台」「タコの山のすべり台（※開発企業の後身に当たる前田環境美術が用いる名称の一つ）」「タコ遊具」「タコスライダー」など様々な別名でも親しまれている。
1965年（昭和40年）に日本の東京都足立区西新井にある新西新井公園に初めて設置されて以来、日本各地に数多く設置されるようになったとも、1968年（昭和43年）に東京都品川区の神明児童遊園に設置されたのを先駆けとして広がったともいわれている。いずれにしても、そのころ以来、タコの山はほぼ日本国内に限って広く普及していった。
造形に愛嬌と不思議さがあって人気なのもさることながら、業者の言うことには、小さな子供は遊んでいるうちに自分がどこにいるのかよく分からなくなるという迷路性があって楽しいらしい。

## 歴史

### 最初のタコ山
前田屋外美術株式会社（倒産し、旧経営陣により現在は前田環境美術株式会社に社名変更して営業）が開発、1960年代後半から日本全国の公園に設置した屋外公園遊具で、その形状が成立した経緯については複数の証言がある。
当時同社の若手デザイナーであった工藤健（東京藝術大学彫刻科修了。のち、彫刻家として大成。多摩美術大学名誉教授、二科会理事）によれば、この遊具の雛形に当たる新案は「プレイスカルプチャー 石の山」という名称で、曲線の組み合わせで何の形とも判然としない形状の滑り台であったという。工藤は児童の想像力を掻き立てようと、あえて不可解な形状にデザインした結果であった。
だが、売り込み先の一つであった東京都の足立区役所の幹部には理解されず、何の形か分からないから頭を付けてタコ（蛸）の形にするように指示されてしまう。しかしこうしてできた「タコの山」第1号が区内の新西新井公園（1965年〈昭和40年〉造成）に設置されると人気を博し、ほかの公園にも次々に設置されるようになっていったという。
一方、東京都品川区の公園整備担当職員であった人物の証言では、区内の神明児童遊園に設置する遊具として前田屋外美術株式会社が曲がりくねった滑り台を複数組み合わせた形状の遊具を提案したが、この職員は気に入らず、同社のカタログに掲載されていた別の遊具がタコ（蛸）の形であるのを見て、原案の遊具にタコの頭を載せてタコの姿を模った滑り台にすることを思いついた。これこそが「タコの山」誕生の瞬間であり、1968年（昭和43年）に神明児童遊園に設置された2基が第1号であるという。
いずれにしても、1960年代後半、東京都区部の都市公園に登場した「タコの山」は子供たちに人気の遊具となった。設置されている公園は、公園管理者の定めた正式名称とは別に「タコ山公園」「タコ公園」「タコチュー公園」など地域住民や愛好者による思い思いの愛称で親しまれている。前田環境美術株式会社は1970年（昭和45年）ごろから全国に「タコの山」を約400基作ったが、当社には記録が残されておらず、正確な数は把握できない。

### 老朽化による撤去
最初期に設置された中には撤去されたものもある。理由は老朽化ばかりでなく、前田環境美術によれば、古いものは勾配が急なのも2002年（平成14年）3月に改められた公園遊具の安全基準「都市公園における遊具の安全確保に関する指針」に照らして存続させづらい点があるという。
神明児童遊園の「タコの山」2基にうちの大きいほうは、道路整備に伴って移転が試みられながらも予想以上の老朽化のために断念され、2007年（平成19年）7月、地域住民らに惜しまれつつ撤去・廃棄されたうえで、新設の同公園に同形の新品が改めて設置された。小さいほうの1基は新設の同公園に設置し直されている。
一方で、そうそう増やせるものでないなか、完全新規で設置されることもある。2010年（平成22年）には北九州市の和布刈公園に国内最大級の高さ約6メートル・最大幅約20メートルのタコの山が設置された（■右上段に画像あり）。

### 近年のタコ山
2011年（平成23年）にはデンマークの首都コペンハーゲンに整備されているスーパーキーレン公園 (Superkilen Park)」に前田環境美術のタコの山が設置された（■右列に画像あり）。

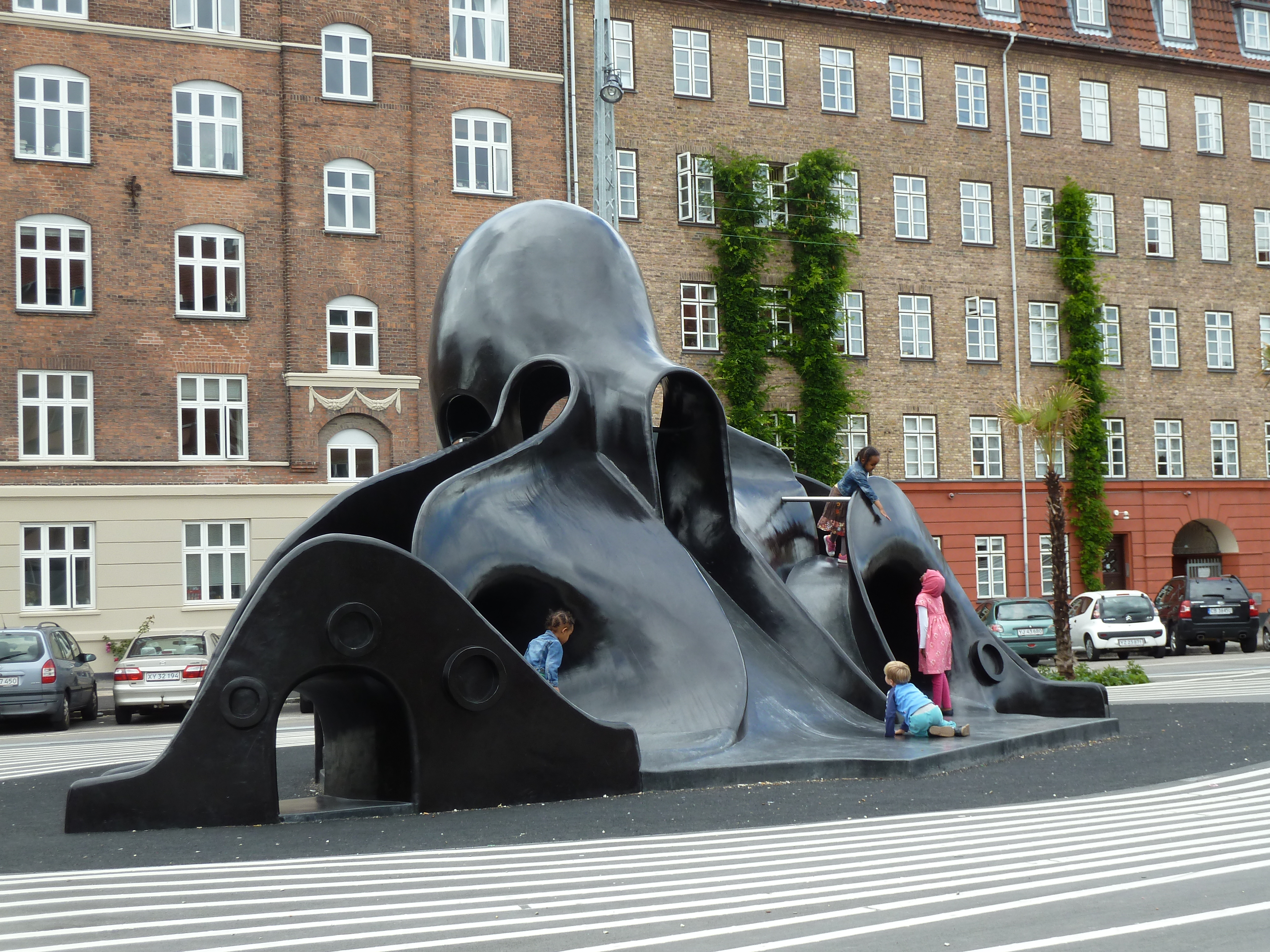
Japansk Bläckfisk
デンマークのコペンハーゲンにあるスーパーキーレン公園に設置されたタコの山。

2020年4月、京王相模原線の跡地に開園した『鉄道敷地公園』（仮称）に、2016年に閉園した調布駅前の通称「タコ公園」のシンボル「タコの滑り台」が再建された。
施行元は林建設。

## 特筆すべきタコの山

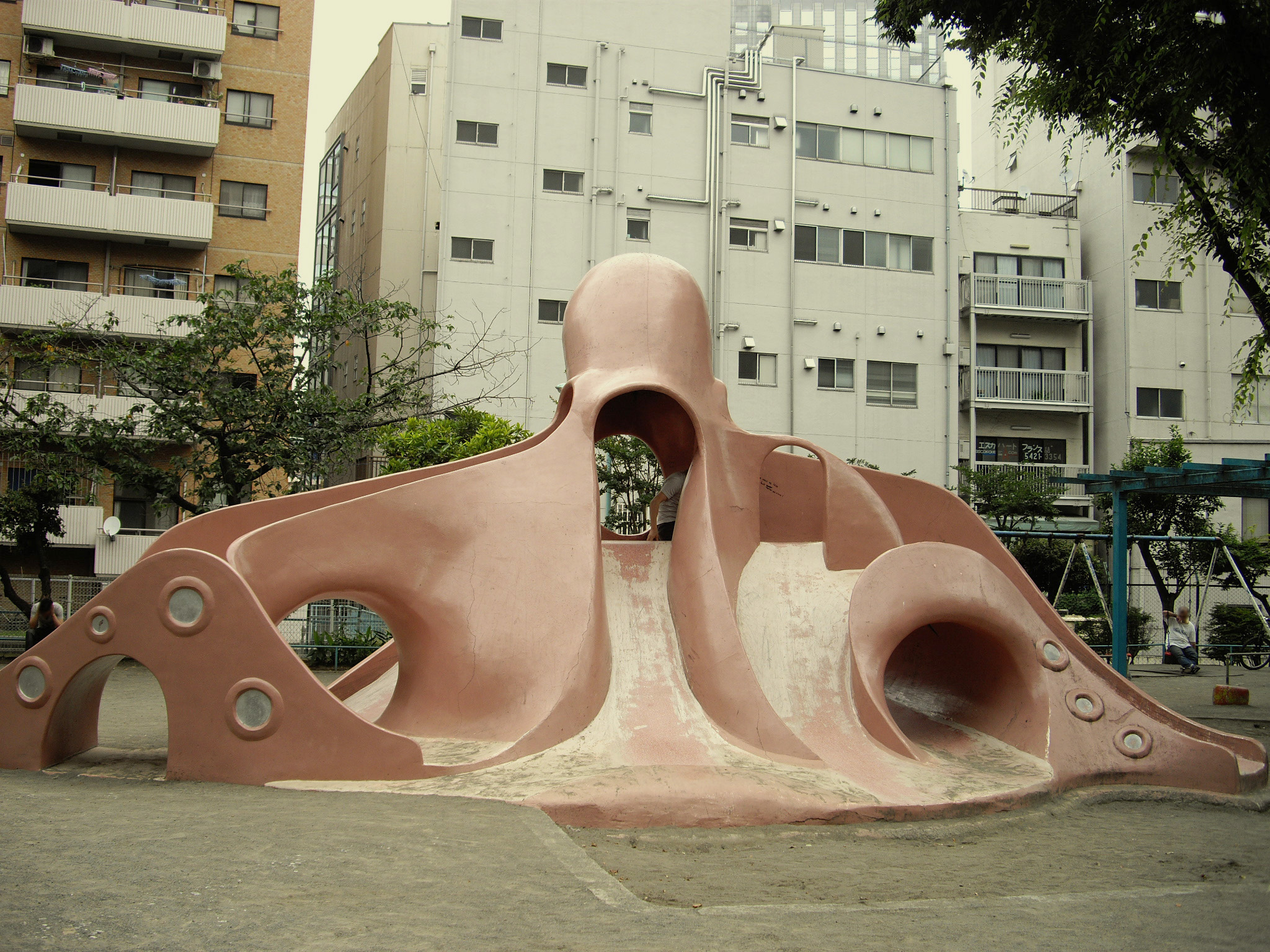
恵比寿東公園のタコの山（撮影2009年6月）

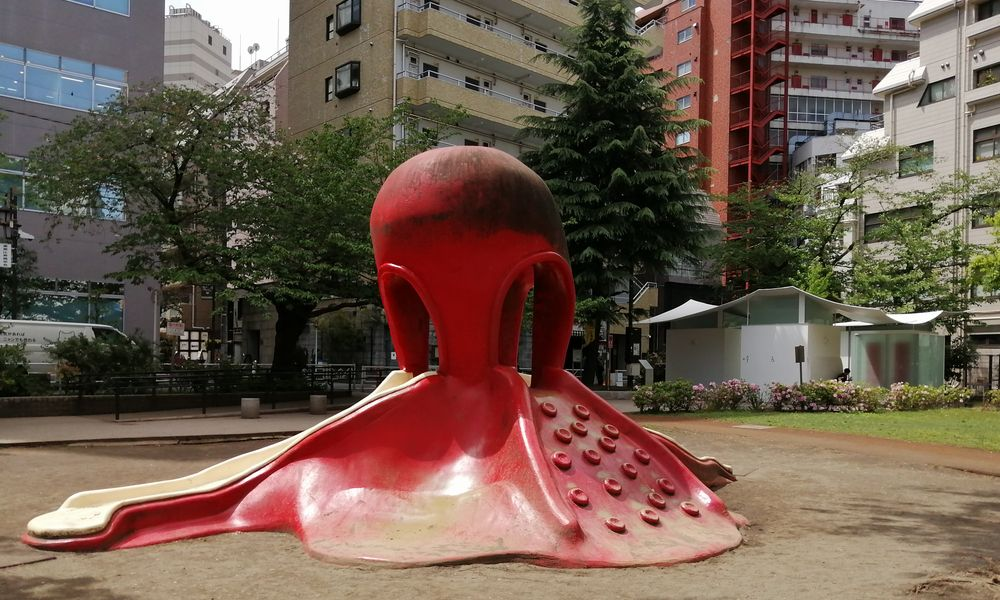
恵比寿東公園のタコの滑り台（撮影2023年4月）

新西新井公園 タコの山
東京都足立区西新井5-17-1に所在。足立区によれば、公園が造成された1965年（昭和40年）に1基が設置される。製作は前田屋外美術。「タコの山」の第1号かどうかについては品川区のものと説が2分されているが、区が独自に調査した限りではこの公園のものが現存最古の可能性が高い。「関係者」節の東京都足立区の記述も参照のこと。
神明児童遊園 タコの山
東京都品川区二葉1-4-25に所在。品川区によれば、1968年（昭和43年）に大小2基が設置される。製作は前田屋外美術。初代の大きいほうは、高さ約4.5メートル・最大幅約10メートルであった。このタコの山は、1996年（平成8年）、デビュー直後の広末涼子が出演して一躍彼女を有名にしたNTTドコモのポケベルのテレビCMのロケ地になっている。初代の大きいほうは老朽化して2007年（平成19年）7月に撤去され、代わって2代目が設置されている。小さいほうは別の公園に移設されている。
恵比寿東公園 造形遊具（タコ）
東京都渋谷区恵比寿1-2-16に所在する、通称「タコ公園」。公園は戦災復興区画整理公園として1958年（昭和33年）3月25日に開園した。タコの山の設置時期は未確認。ここのタコの山は数多くのテレビドラマのロケ地として映像に収められてきた（※下に数例を挙げる）。しかし、公園が整備された2010年（平成22年）11月、改正後の安全基準に合わないとして撤去され、明くる2011年（平成23年）1月、代わりに「山」とは呼べない小さくて背が低く単純な作りの「タコの滑り台」が設置された。
古くはフジテレビのテレビドラマ『ウエディングプランナー』（2002年4月～6月）で、大森トオル（ユースケ・サンタマリア）と寺島拓（神木隆之介）がサッカーの練習をしていた公園、最終回で寺島加奈子（飯島直子）が寺島拓にパパの所へ行くよう説得した公園、ほか。撤去が近い年の例ではTBS『Around40〜注文の多いオンナたち〜』（通称：アラフォー。2008年4月～6月）の第3話で、 緒方聡子（天海祐希）と緒方瑠花（松本春姫）が遊んでいた公園。タコの山が撤去されて単純な構造のタコの滑り台に変わってからも、テレビドラマのロケ地として使われ続けている。
和布刈公園 タコ山
福岡県北九州市門司区和布刈地区に所在。2010年（平成22年）に1基が設置される。製作は前田屋外美術。製作費は約4000万円。高さ約6メートル・最大幅約20メートルは国内最大級で、少し離れた場所には足先を模した水飲み場もある。■右上段に画像あり。
スーパーキーレン公園 (Superkilen Park) Japansk Bläckfisk
デンマークの首都コペンハーゲンに所在。住所は Nørrebrogade 210, 2200 København（ケブンハウン 2200 ノアブロ地区210。※2200は郵便番号）。2011年（平成23年）に1基が設置される。製作は前田屋外美術。現地名（デンマーク語名）は "Japansk Bläckfisk（日本語音写例: ヤパンスク ブレックフィスク）" で、「日本の頭足類」を意味する。■右列に画像あり。

## 関係者
開発・製作（設計、施工等）、設置・管理・撤去、記録、評価など、何らかの形で深く関係する者のうち、特筆性の高いものを記載する。個別の設置場所は、「❚○○公園」などという形で、設置してある施設名と確認し得る最近の色使いを基調色で表している。❚はピンクの単色で最もよく見られる色使いの一つ。❚2本以上はそれらの色で色分けされている。
前田屋外美術株式会社
屋外公園遊具の傑作として知られる「タコの山」の開発企業。倒産後、前田環境美術株式会社がその跡を引き継ぐ。
前田環境美術株式会社 
1967年（昭和42年）11月30日設立。本社所在地は東京都渋谷区猿楽町9-8。資本金 3200万円。公共土木施設に関する景観設計、施設製作、施工を主業とする。
工藤健 
彫刻家。前田屋外美術の社長がデザインのできる従業員としてスカウトしてきた若き芸術家の卵たちのリーダー格で、仲間と共に公園遊具（プレイスカルプチャー）の新案「プレイスカルプチャー 石の山」を考案し、これが「タコの山」の雛形となった。
1937年（昭和12年）、秋田県秋田市生まれ。1961年（昭和36年）、二科展に初出品。1962年（昭和37年）、二科展で特選を受賞。1964年（昭和39年）、東京藝術大学彫刻専攻科修了。1965年（昭和40年）、二科展で金賞を受賞。1982年（昭和57年）、二科展で高村光太郎大賞展特別優秀賞を受賞。1991年（平成3年）、二科展で文部大臣賞を受賞。1992年（平成4年）、第5回日本現代具象彫刻展大賞を受賞。現在は、多摩美術大学名誉教授、二科会理事。
株式会社アンス 
2010年（平成22年）5月10日設立。東京都狛江市和泉本町1-12-1に所在。資本金 800万円。屋外公園遊具の設計から施工までを主業とする。地方自治体や官公庁の依頼を基にこれまで約400件（2019年7月時点）の公園遊具を手掛けてきた。
東京都足立区
前田屋外美術の若手デザイナーが考案した「プレイスカルプチャー 石の山」を基にして、区の幹部が「タコの山」誕生のきっかけを作ったという。1965年（昭和40年）に造成された新西新井公園に設置された1基が第1号で、全国的普及の先駆けになったと主張する。長年に亘って設置数最多地域であり、タコの山が世に出てすぐに10基も設置したことも特筆に値する。2019年（令和元年）時点の設置数は11箇所11基で、区民約6万2000人当たり1基ある計算になる。❚北鹿浜公園、❚上沼田北公園、❚上沼田東公園、❚❚❚❚新西新井公園、❚興野ふれあい公園、❚扇なかよし公園、❚❚❚千住ほんちょう公園、❚❚❚千住東町公園、❚東谷中公園、❚❚一ツ家中央公園、❚水神橋公園。なお、区の「タコさんすべり台のある公園」リストには、入谷中央公園の「イカさんすべり台」1基が含まれていて、コンセプトに共通性は見られるものの形状が大きく異なるので、本項ではこれを除外している。足立区は以前からこのようなおもしろ公園遊具の充実に熱心で、「タコの山」はその中で最も纏まりのあるシリーズという位置付けになっている。足立区のタコの山は色もバリエーション豊富であるが、元祖を謳う新西新井公園の1基は別格扱いされていて、新デザインを公募したうえで2019年（平成31年）3月に塗り替えられ、普通のタコの山から“タコ星人ロケット”へと進化した。足立区のタコの山は10年から15年ごとに表面の塗り替えが行われている。
東京都品川区
前田屋外美術の若手デザイナーが考案した遊具（※『石の山』のことであろう）を基にして、区の職員がタコの頭を載せてタコを模したことにする案を出したという。1968年（昭和43年）に神明児童遊園に設置された2基が第1号で、全国的普及の先駆けになったと主張する。現在の設置数は ❚神明児童遊園の1箇所2基のみ。
静岡県浜松市
設置数は2004年（平成16年）時点で5箇所5基と東京都足立区に次いで多かったが、2019年（令和元年）の確認時点で11箇所11基と足立区に追いついている（※いつ追いついたかは不明）。2019年時点で市民約7万2000人当たり1基ある。❚安間川公園、❚東若林児童遊園、❚本町公園（検索ワード：浜松市卸本町 本町公園）、❚早出蒲北公園、❚若林北子供運動場、❚増楽児童遊園、❚泉4丁目の少年ソフトボール場（検索ワード：浜松市泉4丁目 少年ソフトボール場）、❚篠原東公園、❚高塚北子供運動場、❚佐鳴台第三公園（タコ公園）。
福岡県北九州市
設置数は2014年（平成26年）時点で11箇所11基。2014年時点で市民約8万8000人当たり1基、2019年（令和元年）時点で市民約8万5500人当たり1基ある。❚和布刈公園（門司区門司）、❚勝山公園（小倉北区城内）、❚昭和公園（昭和町）、❚志井公園（小倉南区志井）、❚吉田公園（下吉田3）、❚山王二丁目南公園（八幡東区山王2）、❚大池公園（八幡西区大池）、❚❚松寿山2号公園（松寿山）、❚今光東公園（若松区今光）、❚大谷6号公園（戸畑区東大谷）、❚新提公園（中原西）。